# David Graham Phillips
Pour les articles homonymes, voir David Phillips et Phillips.
 (septembre 2023).
Le contenu est difficilement compréhensible vu les erreurs de traduction, qui sont peut-être dues à l'utilisation d'un logiciel de traduction automatique.
David Graham Phillips, né le 31 octobre 1867 et mort le 24 janvier 1911, est un journaliste et romancier américain.

## Biographie
David Phillips est né à Madison, dans l'Indiana. Après un diplôme d'études secondaires, il entre au Asbury College, puis obtient un diplôme de l'Université de Princeton en 1887.
Après avoir terminé son éducation, Phillips travaille comme journaliste à Cincinnati, dans l'Ohio, avant de partir à New York où il travaille comme journaliste pour The Sun de 1890 à 1893, puis chroniqueur et rédacteur en chef du New York World jusqu'en 1902. Pendant son temps libre, il écrit un roman, The Great God Success, qui est publié en 1901. Les revenus tirés des droits d'auteur lui permet de travailler en tant que journaliste indépendant tout en continuant à écrire des fictions. Rédacteur d'articles pour différents magazines, il commence à avoir une réputation de journaliste d'investigation compétent. Ses romans sont souvent des observations des questions sociales de l'époque et des chroniques des événements basés sur son expérience de vie réelle du journalisme. Il est considéré comme un progressiste et un muckraker.

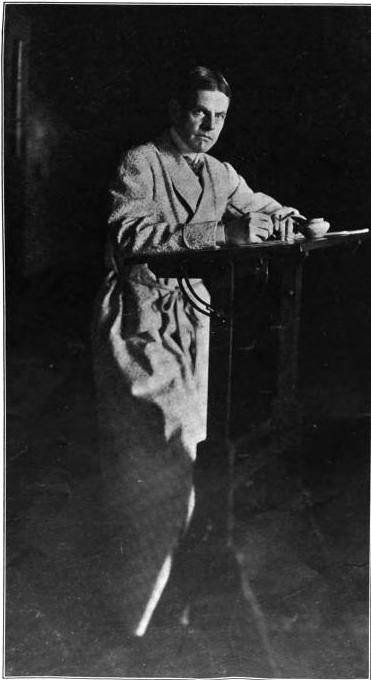
David Graham Phillips en 1911

Phillips écrit un article dans le Cosmopolitan en mars 1906, intitulée The Treason of the Senate (en) (« La Trahison du Sénat »), dénonçant le fait que certains membres du Sénat américain récompensent ceux qui contribuent à leur campagne. L'article donne lieu à une attaque cinglante contre le sénateur de Rhode Island, Nelson W. Aldrich et permet à Phillips d'acquérir une grande notoriété au niveau national. Cet article et d'autres articles similaires contribuent à l'adoption du dix-septième amendement de la Constitution américaine, qui prévoit l'élection des sénateurs américains par le peuple et non plus par les assemblées législatives des États.
David Graham Philips est connu pour avoir réalisé l'une des plus importantes enquêtes où il expose les détails de la corruption des grandes entreprises du Sénat, en particulier de la Standard Oil Company. Il fait partie des quelques écrivains qui, à l'époque, ont incité le président Theodore Roosevelt à utiliser le terme « Muckraker ».
L'article a motivé le journaliste Charles Edward Russell (en) à insister auprès de son patron William Randolph Hearst, qui venait récemment d'acheter le magazine Cosmopolitan, à pousser ses journalistes à enquêter sur la corruption du Sénat. Il propose à Philips de recueillir plus d'informations sur la corruption et de la dévoiler au grand public. Son frère Harrison et Gustavus Myers sont engagés comme assistants de recherche pour Philips. Hearst propose à Philips la réalisation d'une série qui pourrait révéler la corruption du Sénat tant que la plupart des sénateurs n'auraient pas démissionné. Cela est vrai pour certains des sénateurs, comme les sénateurs de New York Chauncey Depew (en) et Thomas C. Platt. Philips dévoile que Chauncey recevait plus de 50 000 dollars provenant de plusieurs entreprises. Il contribue également à informer le public sur la manière dont les sénateurs sont sélectionnés et sur le fait que cette sélection est entre les mains de quelques patrons dans un cercle restreint, ce qui contribue à augmenter le niveau de corruption. Philips connait également l'un des plus grands succès en tant que muckraker, car il contribue à modifier la Constitution des États-Unis, avec l'adoption du 17e amendement, qui prévoit l'élection des sénateurs au suffrage universel.
Son talent pour l'écriture n'était pas la seule chose qui lui permettait de se démarquer dans la salle de rédaction. Philips était connu pour s'habiller en costume blanc avec un grand chrysanthème à la boutonnière.

## Mort
La réputation de Phillips lui a coûté la vie en janvier 1911, quand il est abattu devant le Club de Princeton (en), au Gramercy Park de New York. Le tueur, diplômé de Harvard, musicien du nom de Fitzhugh Coyle Goldsborough, vient d'une famille importante du Maryland. Goldsborough pensait que le roman de Phillips, The fashionable Adventures of Joshua Craig, avait dénigré sa famille. Admis au Bellevue Hospital, Phillips y meurt un jour plus tard.
Après la mort de Phillips, sa sœur Carolyn reprend son dernier manuscrit en vue d'une publication posthume sous le titre Susan Lenox : Her Fall and Rise. En 1931, ce livre fait l'objet d'un film de la M.G.M., La Courtisane, et met en vedette Greta Garbo et Clark Gable.
David Graham Phillips est enterré au cimetière de Kensico à Valhalla, dans l'état de New York.